# 2號群

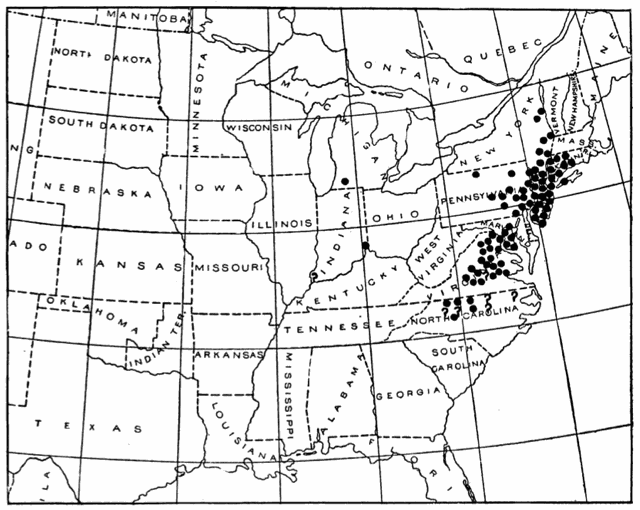
2號群的地理分布範圍

2號群（Brood II），俗稱東岸群（East Coast brood），是定期於美國東北部出現的15群週期蟬之一。個體身長約4公分，成蟲活躍時間約兩週，密度高達每公頃100萬隻。每隔17年，牠們會在數週內集體羽化、聚集、產卵並死亡。

## 歷史
最早有關2號群的紀錄，出自美國第三任總統湯馬斯·傑弗遜在1775年的記載。他提及1724、1741、1758與1775年的2號群大發生。1775年，數以萬計的週期蟬從傑弗遜的住所蒙蒂塞洛破土而出。
2號群最後一次出現於2013年春末和夏季，預計將於2030年和2047年再次出現。

## 相關

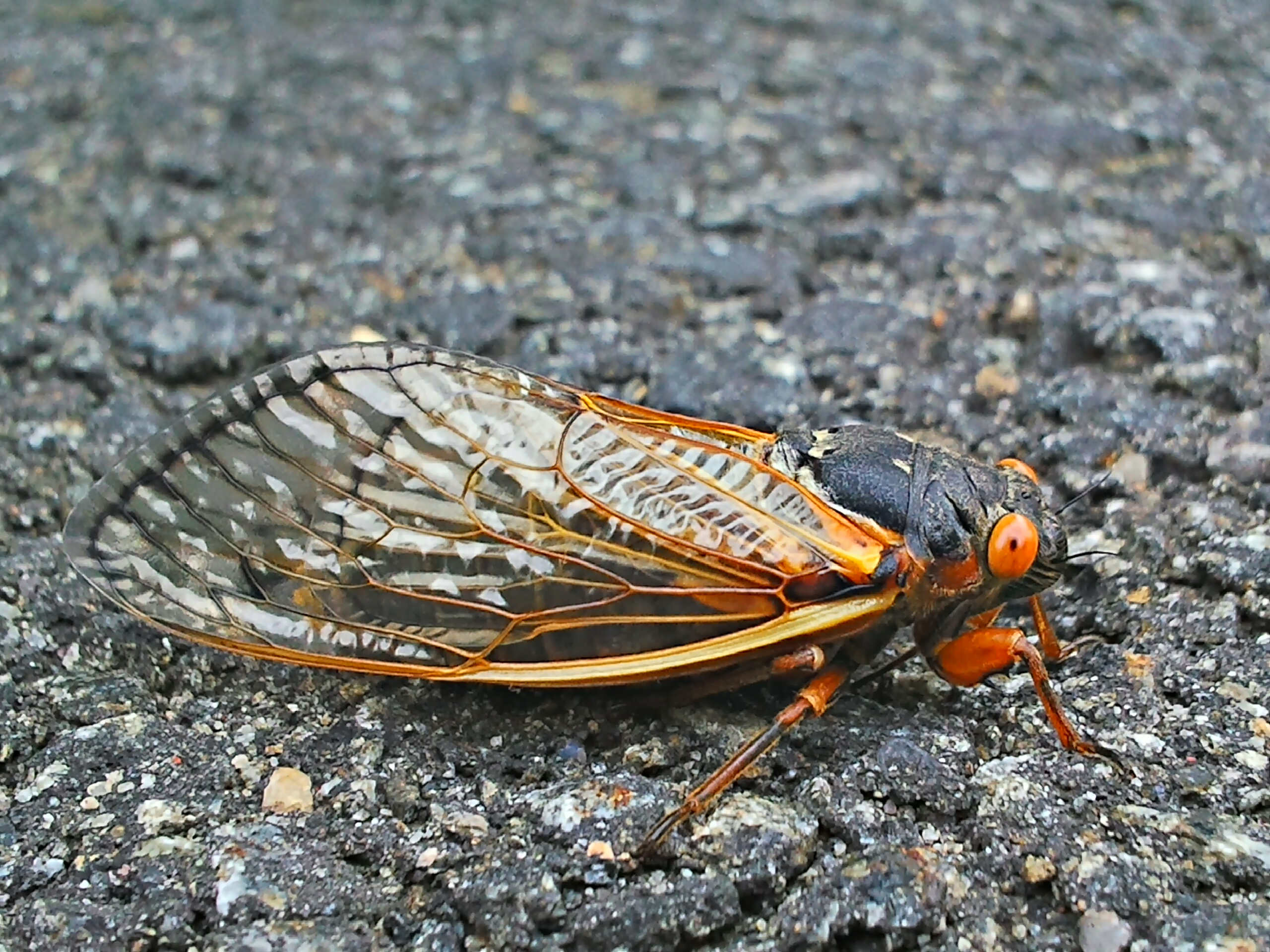
一隻出現於2013年的2號群個體

- 為了準確繪製2號群發生的地理範圍，全國公共廣播電台的科學節目廣播實驗室（英语：Radiolab）於2013年開啟「週期蟬追蹤者計畫」，鼓勵聽眾使用Arduino系統報告地下土壤溫度，以此預測週期蟬大發生的時間。[4]

- 國家地理學會曾贊助公眾科學計畫「週期蟬地圖繪製」，以追踪週期蟬的發生。[5]

- 單簧管演奏家戴維·羅滕伯格（英语：David_Rothenberg）曾與2號群和19號群共同演奏。

## 外部連結
- Magicicada Mapping Project official website
- Cicada Mania Brood II